# Liste des clochers-murs du Finistère
Cet article recense les édifices religieux du Finistère, en France, munis d'un clocher-mur.

## Liste
| Édifice              | Commune     | Notes             | Coordonnées                        | Photo |
| -------------------- | ----------- | ----------------- | ---------------------------------- | ----- |
| Église Saint-Ténénan | Guerlesquin | Inscrit MH (1932) | 48° 31′ 03″ nord, 3° 35′ 14″ ouest |       |
| Église Saint-Miliau  | Guimiliau   | Classé MH (1906)  | 48° 29′ 19″ nord, 3° 59′ 51″ ouest |       |
| Église Saint-Yves    | Plougonven  | Classé MH (1916)  | 48° 31′ 18″ nord, 3° 42′ 44″ ouest |       |